# Обертання зорі

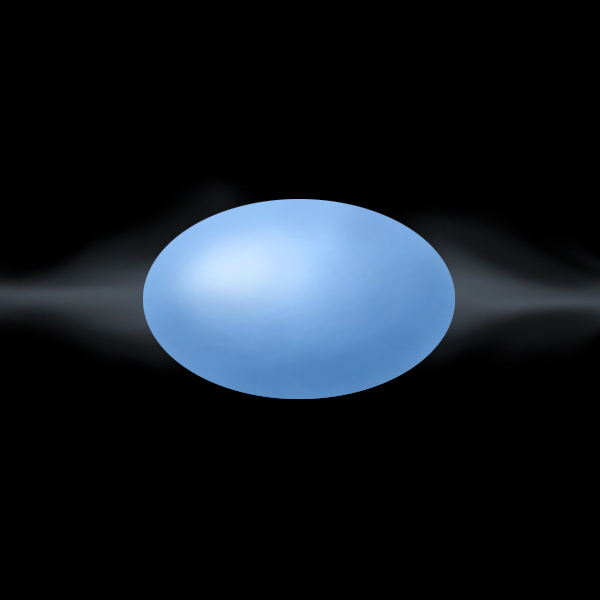
Ілюстрація, що показує вигляд сплюснутої зорі Ахернар, викликаний швидким обертанням.

Оберта́ння зорі́ — обертальний рух зорі навколо своєї осі. Швидкість обертання можна виміряти за зміщенням ліній у її спектрі або за часом руху активних елементів (зоряних плям) на поверхні. Обертання зорі створює екваторіальну випуклість завдяки відцентровим силам. Оскільки зорі не є твердими тілами, вони можуть мати диференціальне обертання; іншими словами, екватор зорі може обертатися з іншою кутовою швидкістю, ніж області у високих широтах. Ці відмінності у швидкості обертання всередині зорі можуть відігравати важливу роль у генеруванні її магнітного поля.
Магнітне поле зорі взаємодіє з зоряним вітром. У міру того, як сонячний вітер віддаляється від зорі, його кутова швидкість зменшується. Магнітне поле взаємодіє з вітром, який опирається обертанню зорі. Унаслідок цього кутовий момент переноситься з зорі на вітер, що з часом поступово сповільнює швидкість обертання зорі.

## Вимірювання
Якщо зоря спостерігається не з боку її полюса, деякі ділянки поверхні наближаються до спостерігача, а деякі віддаляються. Складова руху в напрямку до спостерігача називається радіальною швидкістю. Для ділянки поверхні зорі зі складовою радіальної швидкості, скерованою в напрямку спостерігача, випромінювання зорі пересувається на вищу частоту через ефект Доплера. Подібно, випромінювання ділянки, що віддаляється, пересувається на нижчу частоту. Коли спостерігаються лінії поглинання зорі, зсув на обох кінцях спектра спричиняє їхнє розширення. Однак це розширення належить ретельно відділяти від інших ефектів, що можуть спричинятися до розширення спектральних ліній.

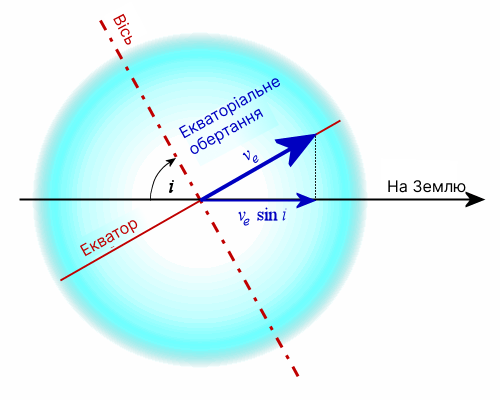
Зоря на малюнку має нахил i до променя зору спостерігача на Землі, і швидкості обертання v_{e} на екваторі.

У випадку гігантських зір атмосферна мікротурбулентність може призводити до значно більшого збільшення ширини ліній, ніж унаслідок обертання зорі, у результаті заглушуючи сигнал. А втім, можна застосувати альтернативний підхід, що використовує явище гравітаційного мікролінзування. Воно трапляється, коли масивний об'єкт проходить перед більш відлеглою зорею та діє як лінза, на коротко збільшуючи зображення. Докладніша інформація, зібрана в такий спосіб, дозволяє відрізнити наслідки мікротурбулентності від наслідків обертання.
Складова радіальної швидкості, спостережувана через розширення спектральних ліній, залежить від нахилу полюса зорі до лінії зору. Виміряне значення в довідниках завжди дається як {\displaystyle v_{e}\cdot \sin i}, де {\displaystyle v_{e}} — швидкість обертання на екваторі, а {\displaystyle i} — нахил. Однак кут {\displaystyle i} відомий не завжди, тож результат дає мінімальне значення швидкості обертання зорі. Тобто якщо {\displaystyle i} не є прямим кутом, то фактична швидкість більша, ніж {\displaystyle v_{e}\cdot \sin i}. Це значення також іноді називають передбачуваною швидкістю обертання. У випадку зір, що швидко обертаються, поляриметрія пропонує спосіб знайдення справжньої швидкості, а не тільки швидкості обертання; цю техніку досі застосовано тільки щодо Регула. Середні значення екваторіальних швидкостей обертання визначаються, уважаючи, що осі орієнтовані випадковим чином відносно лінії зору, за допомогою формули: {\displaystyle {\overline {v_{e}\cdot \sin i}}=\pi /4v_{e}}.
Якщо зоря проявляє поверхневу магнітну активність, таку як зоряні плями, то ці особливості також можна використовувати для оцінки швидкості обертання. Однак, оскільки плями можуть утворюватися не лише на екваторі, а й в інших місцях, а також пересуватися поверхнею зорі, таке диференційне обертання зорі може призводити до різних результатів вимірювання.
Магнітна активність зір часто пов'язана зі швидким обертанням, тому цей метод також можна використовувати для вимірювання швидкості обертання таких зір. Спостереження зоряних плям показало, що такі особливості можуть змінювати швидкість обертання зорі, оскільки магнітні поля впливають на потоки газів усередині зорі.

## Фізичні ефекти

### Екваторіальна випуклість
Гравітація прагне перетворити небесне тіло в ідеальну кулю, в якої всі частини розташовуються якомога ближче до центру мас. Однак зорі, що обертаються, мають несферичну форму: вони випуклі на екваторі.
Коли з протозоряного диска, що обертається,  формується зоря, її форма стає все більш сферичною, але цей процес не йде аж до ідеальної сфери. На полюсах сила тяжіння призводить до збільшення стиснення, але на екваторі стисненню протидіє відцентрова сила. Кінцева форма зорі після зореутворення — форма рівноваги в тому сенсі, що сила тяжіння в екваторіальній області не може надати зорі більш сферичної форми. Обертання призводить також до гравітаційного потемніння на екваторі, як описано в теоремі фон Цайпеля. Ця теорема передбачає потемніння, тобто різницю температур (іноді понад кілька тисяч градусів) між більш «прохолодною» екваторіальною областю і гарячішими полюсами. Неврахування гравітаційного потемніння екваторіальних областей зір може призвести до систематичного заниження швидкостей їхнього обертання.
Яскравим прикладом зорі з екваторіальною випуклістю є Регул A (α Лева A). Швидкість обертання цієї зорі на екваторі — 317±3 км/с. Це відповідає періоду обертання 15,9 годин, що становить 86 % швидкості, при якій зоря розірветься. Екваторіальний радіус цієї зорі на 32 % більший, ніж полярний. Приклади інших зір, що швидко обертаються, — α Жертовника, Плейона, Вега й Ахернар.
Швидкість розриву (англ. break-up velocity) — вираз, що вживається для опису випадку, коли відцентрові сили на екваторі дорівнюють силі тяжіння. Щоб зоря була стабільна, швидкість обертання має бути нижча від цього значення.

### Диференціальне обертання
Диференціальне обертання спостерігається в таких зір, як Сонце, кутова швидкість обертання яких різниться з широтою. Зазвичай кутові швидкості зменшуються зі збільшенням широти. Однак може бути й навпаки як, наприклад, у зорі HD 31993. Першою зорею після Сонця, для якої були виявлені деталі диференціального обертання, була AB Золотої Риби.
Головним механізмом, що викликає диференціальне обертання, є турбулентність конвекції всередині зорі. Конвекція переносить енергію до поверхні завдяки масовому руху плазми. Ця маса плазми забирає частку кутової швидкості зорі. При турбулентності відбувається зміщення маси й моменту обертання, який може бути перерозподілений по різних широтах через меридіональні потоки.
Місця взаємодії між областями з різкими відмінностями у швидкостях обертання вважаються ефективними місцями для динамо-процесів, які генерують магнітне поле. Існує також складна взаємодія між обертанням зорі й розподілом її магнітного поля, з перетворенням магнітної енергії в кінетичну і відповідною зміною розподілу швидкостей.

## Сповільнення обертання

### Під час формування
Зорі формуються в результаті колапсу низькотемпературної хмари газу та пилу. Після того як хмара колапсує, закон збереження моменту імпульсу змушує будь-яке невелике загальне обертання протяжної хмари збільшуватися, втискуючи матеріал у диск, що обертається. У центрі цього диска формується протозоря, що розігрівається завдяки гравітаційній енергії колапсу.
У процесі стискання швидкість обертання може збільшуватися до точки, в якій протозоря, що акреціює, може розпастися через дію відцентрової сили на екваторі. Таким чином, обертання повинно сповільнитися протягом перших 100 тисяч років, щоб уникнути подібного сценарію. Одним з можливих пояснень гальмування може бути взаємодія магнітного поля протозорі з зоряним вітром. Зоряний вітер, що йде від зорі, забирає частину кутового моменту й зменшує швидкість обертання протозорі.
| Спектральний клас | ve (км/с) |
| ----------------- | --------- |
| O5                | 190       |
| B0                | 200       |
| B5                | 210       |
| A0                | 190       |
| A5                | 160       |
| F0                | 95        |
| F5                | 25        |
| G0                | 12        |

Стверджується, що більшість зір головної послідовності спектральних класів від F5 і O5 швидко обертається. Для зір цього класу виміряна швидкість обертання збільшується з масою. Це пришвидшення обертання досягає вершини в молодих, масивних зір класу B. Оскільки очікувана тривалість життя зорі зменшується зі зростанням маси, це може пояснюватися зниженням швидкості обертання з віком.

### Після формування
У випадку зір головної послідовності зниження швидкості обертання може бути наближене математичним співвідношенням:
{\displaystyle \Omega _{e}\propto t^{-{\frac {1}{2}}},}
де {\displaystyle \Omega _{e}} — кутова швидкість на екваторі, {\displaystyle t} — вік зорі. Це співвідношення називається законом Скуманича, за іменем ученого Андрю П. Скуманіча (англ. Andrew P. Skumanich), який відкрив його 1972 року.
Гірохроноло́гія (англ. gyrochronology) — визначення віку зорі на основі швидкості обертання, при якому результати калібруються на основі інформації про Сонце.
Зорі повільно втрачають масу, яка витікає у вигляді сонячного вітру з фотосфери. Магнітне поле зорі взаємодіє з викинутою речовиною, і відбувається постійна передача моменту імпульсу від зорі. Зорі зі швидкістю обертання понад 15 км/с і більше швидше втрачають масу, а отже, швидше знижують швидкість обертання. Таким чином, у міру того, як обертання зорі сповільнюється, відбувається зниження темпів утрати кутового моменту. У таких умовах зорі поступово наближаються до повної зупинки обертання, але ніколи її не досягають.

## Тісні подвійні системи
Тісними подвійними системами називають системи, в яких дві зорі обертаються одна відносно другої на середній відстані такого самого порядку, що їхні діаметри. На таких відстанях починаються набагато складніші взаємодії, ніж просто взаємне притягування, наприклад припливні ефекти, перенос маси і навіть зіткнення. Припливні взаємодії в тісній подвійній системі можуть спричинитися до зміни орбітальних і обертальних параметрів. Повний кутовий момент системи зберігається, але може передаватися таким чином, що виникають періодичні зміни між періодами взаємного обертання зір та швидкостями обертання навколо власної осі.
Члени тісної подвійної системи спричиняють припливи один на одному через гравітаційну взаємодію. Однак випуклості можуть трохи відхилятися від  напрямку гравітаційного притягування. Таким чином, сила тяжіння створює обертальний момент (припливне прискорення) на виступі, внаслідок чого здійснюється передача кутового моменту. Це спричиняє те, що система постійно еволюціонує, хоча може наблизитися до стану стійкої рівноваги. Ефект може бути складніший, коли вісь обертання не перпендикулярна до площини орбіти.
У випадку контактних або дуже тісних подвійних систем передача маси від зорі до її компаньйона також може призвести до значної передачі кутового моменту. Компаньйон, що акреціює, може досягнути критичної швидкості обертання й почати втрачати масу вздовж екватора.

## Залишки зір
Після того як зоря закінчила виробляти енергію шляхом термоядерного синтезу, вона еволюціонує в компактніший, вироджений стан. Під час цього процесу розміри зорі значно зменшуються, що може призвести до відповідного збільшення кутової швидкості.

### Білий карлик
Білий карлик — зоря, що складається з матеріалу, який є побічним продуктом термоядерного синтезу на початку її життя, але їй бракує маси, щоб палити ці важчі елементи. Це компактне тіло, що підтримує своє існування за рахунок квантовомеханічного ефекту, відомого як тиск виродженого газу, що не дозволяє зорі сколапсувати остаточно. У цілому більшість білих карликів має низьку швидкість обертання, найімовірніше, внаслідок сповільнення обертання чи втрати кутового моменту, коли зоря-прародитель утратила свою зовнішню оболонку. (Див. планетарна туманність.)
Білий карлик, що повільно обертається, не може перевищити межі Чандрасекара, рівної 1,44 маси Сонця без колапсування в нейтронну зорю чи вибуху як наднова типу Ia. Якщо білий карлик досягне цієї маси, наприклад, шляхом акреції чи зіткнення, сила тяжіння перевищить тиск, який чинить вироджений газ. Однак, якщо білий карлик обертається швидко, ефективна сила тяжіння зменшується в екваторіальній області, що дозволяє білому карлику перевищити межу Чандрасекара. Таке швидке обертання може відбуватися, наприклад, унаслідок акреції маси, що призводить до передачі кутового моменту.

### Нейтронна зоря

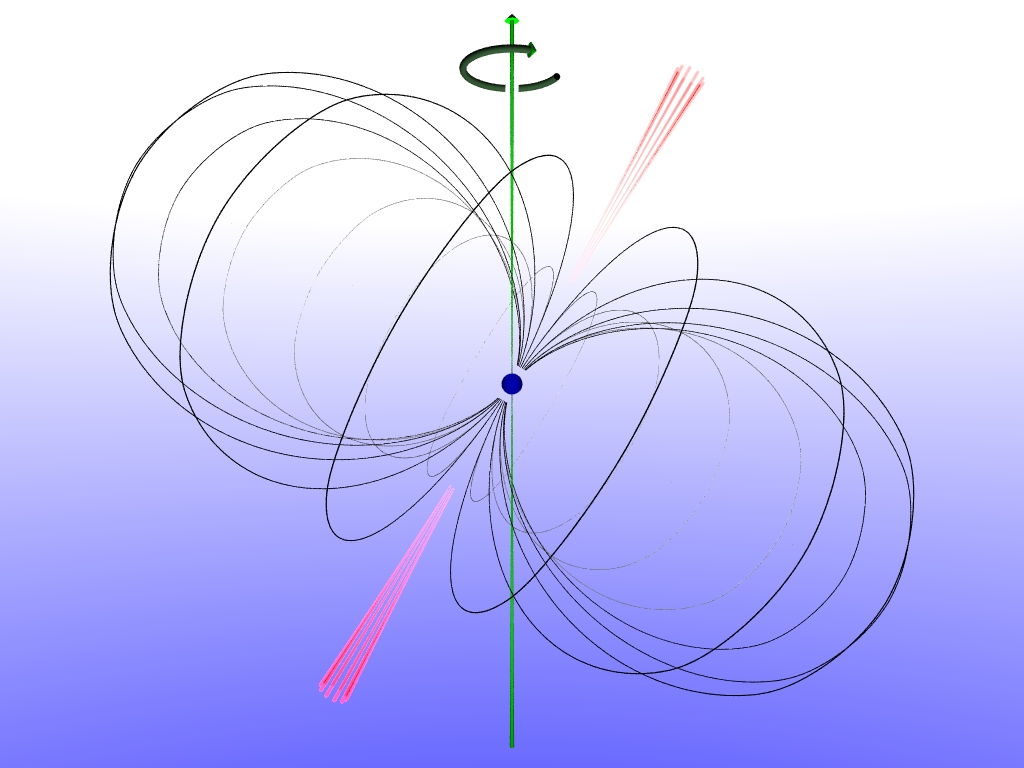
Нейтронна зоря (в центрі) випускає потік випромінювання з магнітних полюсів. Потік описує конічну поверхню навколо осі обертання.

Нейтронна зоря є дуже щільним залишком зорі, який переважно складається з нейтронів — часток, що входять у склад атомних ядер і не мають електричного заряду. Маса нейтронної зорі становить від 1,35 до 2,1 маси Сонця. Унаслідок колапсу новоутворена нейтронна зоря може мати дуже високу швидкість обертання, порядку ста обертів на секунду.
Пульсари є нейтронними зорями, що обертаються і мають магнітне поле. Вузький пучок електромагнітного випромінювання випускається з полюсів пульсарів, що обертаються. Якщо пучок проходитиме в напрямку Сонячної системи, пульсар утворюватиме періодичні імпульси, які можна буде зареєструвати на Землі. Енергія, випромінювана магнітним полем, поступово зменшує швидкість обертання зорі, тож старі пульсари продукують імпульси що кілька секунд.

### Чорна діра
Чорна діра є об'єктом з гравітаційним полем, достатньо сильним, щоб не давати світлу вирватися з його поверхні. Коли вони утворюються внаслідок колапсу масивної зорі, що обертається, зберігають увесь кутовий момент, що не втрачається у вигляді викинутого газу. Це обертання призводить до того, що простір сплощеного сферлїдального об'єму, який називають ергосферою, тягнеться за чорною дірою. Маса, що падає в цей об'єм, здобуває і цьому процесі енергію, і частина маси може бути викинута, не потрапивши в чорну діру. Коли відбувається викид маси, чорна діра втрачає кутовий момент (т. зв. «процес Пенроуза»). Виміряно швидкість обертання чорної діри, що сягає 98,7 % швидкості світла.